# Earl Turbinton
Earl J. Turbinton (* 23. September 1941 in New Orleans; † 3. August 2007 in Baton Rouge) war ein US-amerikanischer Blues, R&B und Jazzmusiker (Alt- und Sopransaxophon, Klarinette), der als einer der Pioniere der Modern-Jazz-Szene von New Orleans gilt.

## Leben und Wirken
Turbinton, der stark von John Coltrane beeinflusst war, wuchs in New Orleans auf und graduierte an der Booker T. Washington Highschool, um anschließend Jazz beim Klarinettisten Alvin Batiste an der Southern University zu studieren. Anfang der 1960er Jahre spielte er mit Blues-, Funk- und R&B-Bands, u. a. bei Bill Doggett und Jerry Butler. Ende der 1960er Jahre war er Mitbegründer der Musikerinitiative The Jazz Workshop, mit der er hoffte, auf der Decatur Street Inkubator für Avantgarde-Jazz zu sein. Auch wenn dies nicht gelang, arbeitete er fortan weiter als Bandleader und Sideman. Mit seinem Bruder Wilson „Willie Tee“ Turbinton (1944–2007) komponierte er den Titel Denise, den Nat Adderley 1968 auf seinem Album You, Baby einspielte. In den 1970er Jahren spielte er im Ensemble Astral Project. Er spielte im Laufe seiner Karriere mit Cannonball Adderley, B. B. King und Herbie Hancock, in Louisiana mit den Neville Brothers, Snooks Eaglin, Allen Toussaint und mit seinem Bruder in dessen Bands The Gaturs und The Wild Magnolias. Er wirkte als Sideman bei Aufnahmen seines Bruders (Anticipation, United Artists, 1976), Reuben Wilson (A Groovy Situation, 1970), bei Joe Zawinuls Debütalbum Zawinul (Atlantic, 1971) und B.B. Kings Alben Five Long Years und Guess Who (1972), Champion Jack Dupree, Buster Williams (1975) sowie der R&B-Band Labelle (Nightbirds, 1974) mit.
Ende der 1970er Jahre spielte er kurze Zeit bei Clarence Gatemouth Brown. 1987 spielte er im American Jazz Quintet mit Ed Blackwell und Ellis Marsalis. Neben seiner Musikertätigkeit leitete er das Jazz-Studienprogramm an der Dillard University und gab Privatunterricht; zu seinen Studenten gehörte der Saxophonist Wessell Anderson und die Vokalistin Cassandra Wilson. 1983 war er Stipendiat des National Endowment for the Arts. 1988 nahm er mit seinem Bruder das Album Brothers for Life (Rounder Records) auf. Zuletzt trat er 2002 auf dem New Orleans Jazz & Heritage Festival auf; kurz danach erlitt er einen Schlaganfall. Bei der Evakuierung vor dem Hurrikan Katrina musste er sein Haus verlassen und lebte in den folgenden Jahren in Memphis (Tennessee), zuletzt in einem Pflegeheim in Baton Rouge. Turbinton starb im August 2007 nach langer Krankheit im Alter von 65 Jahren.